# 比利时漫画艺术中心
比利时漫画艺术中心 (英語：Belgian Centre for Comic Strip Art) 编年记录比利时漫画的历史。

## 历史
该中心坐落在布鲁塞尔商业街区的一座原百货商店（沃奎兹商店Magasins Waucquez）楼内，以法文，荷兰文和英文展出漫画作品。全部漫画艺术的领域均被涉及，包括科幻，西部（wild west），犯罪和政治，以及儿童漫画如蓝精灵。在这座由比利时新艺术运动建筑师维克多·奥塔设计的历史建筑中，其底层有商店，研究图书馆，以及餐厅。
它举办了若干有关比利时最著名的漫画人物丁丁和白雪（Tintin and Snowy）及其作者埃尔热的展览。丁丁漫画的风格及其历史被用作品样例以及真人大小的人物模型及丁丁历险场景来呈现。

## 画廊

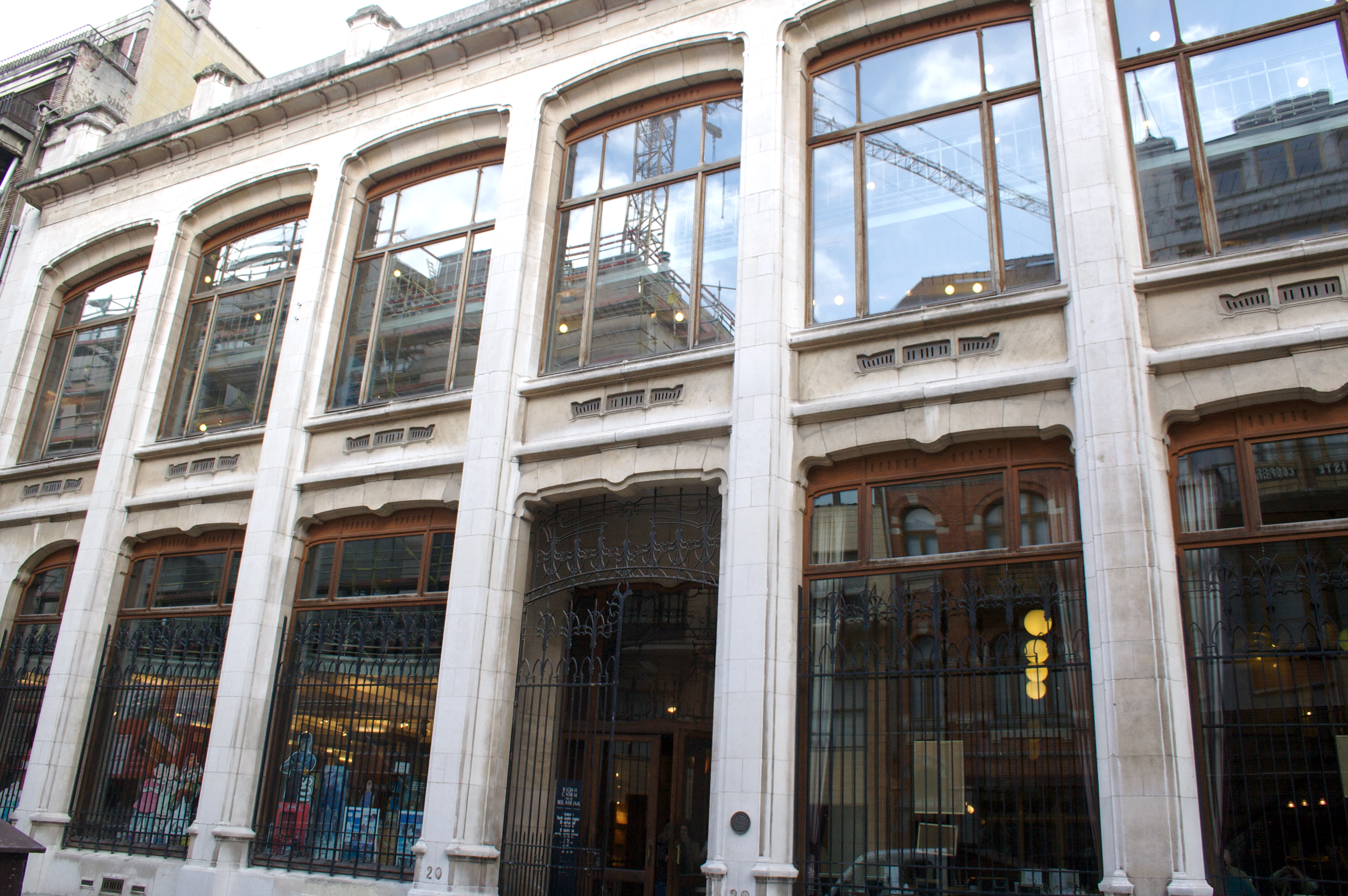
漫画中心外部
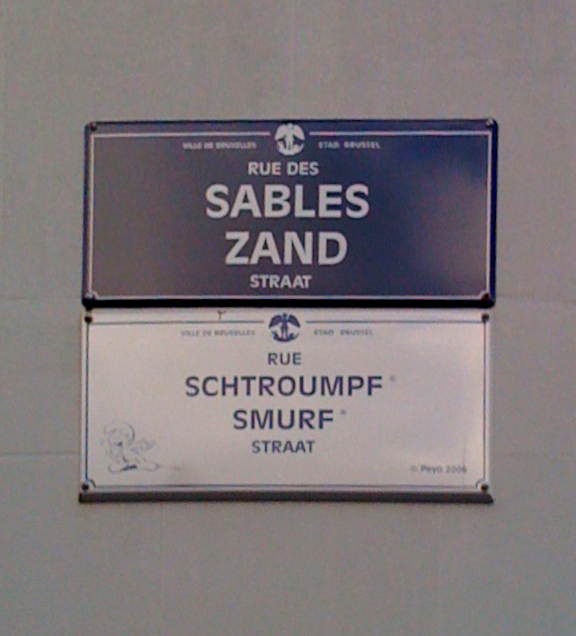
蓝精灵街
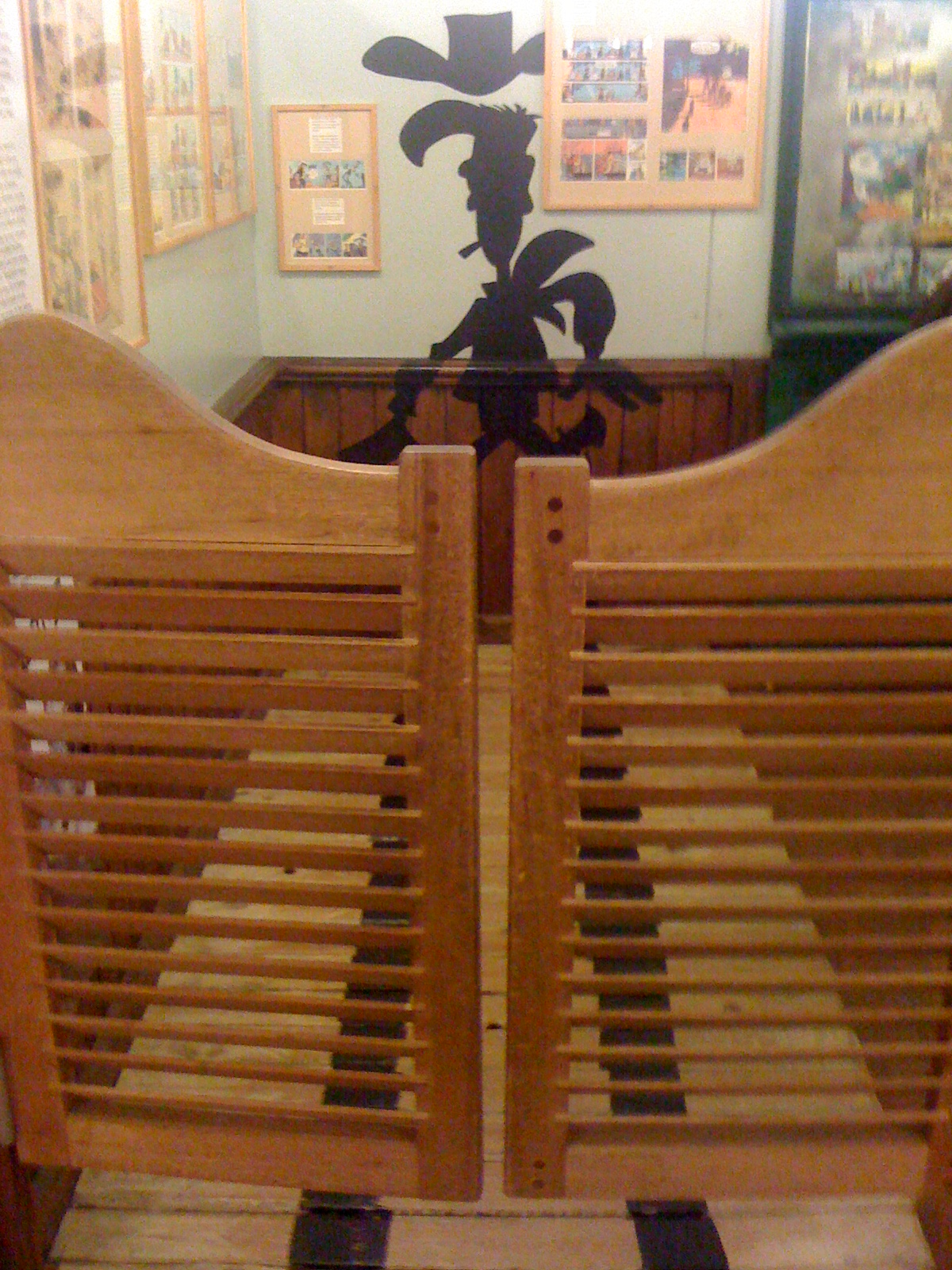
幸运的卢克人物倒影
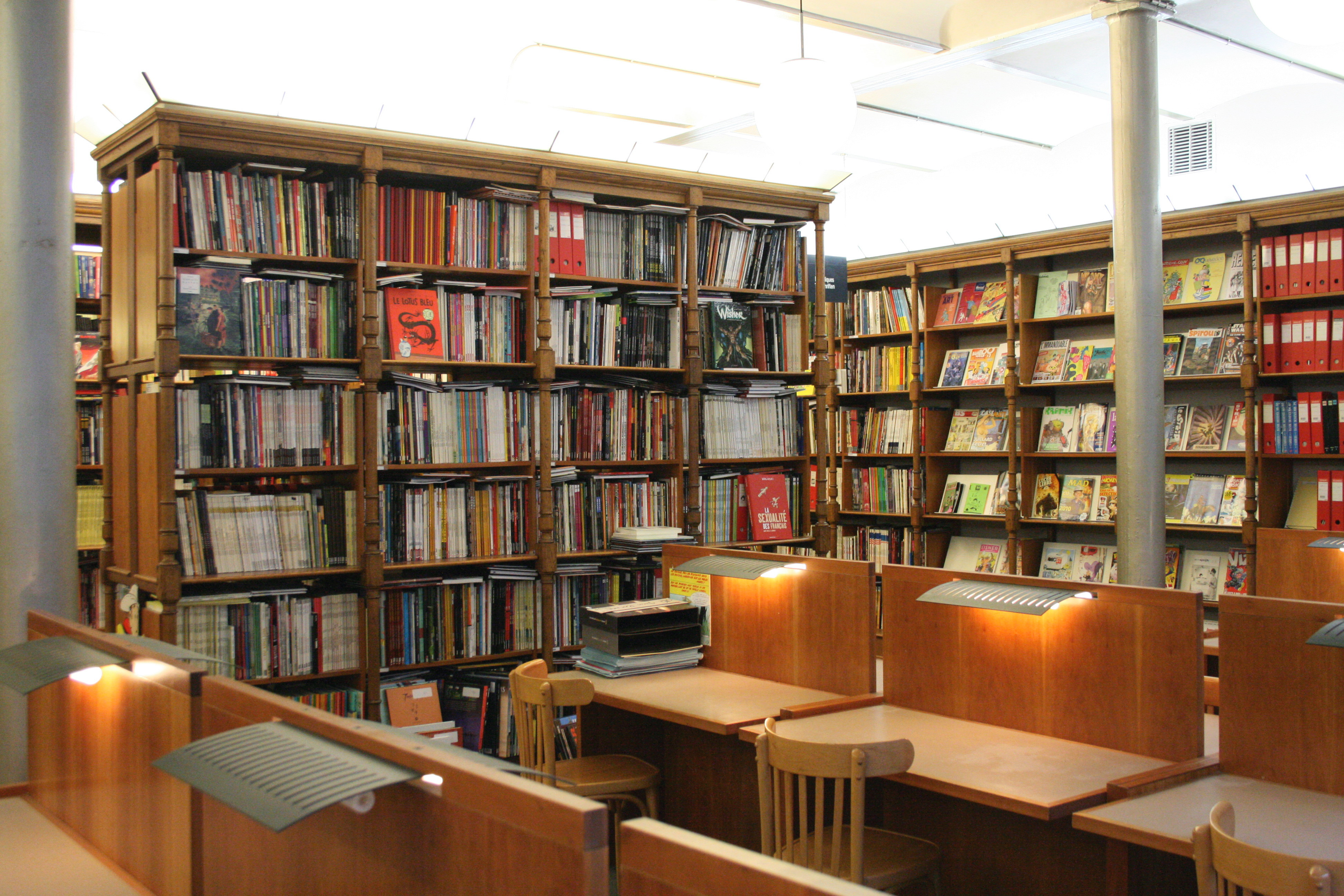
图书馆
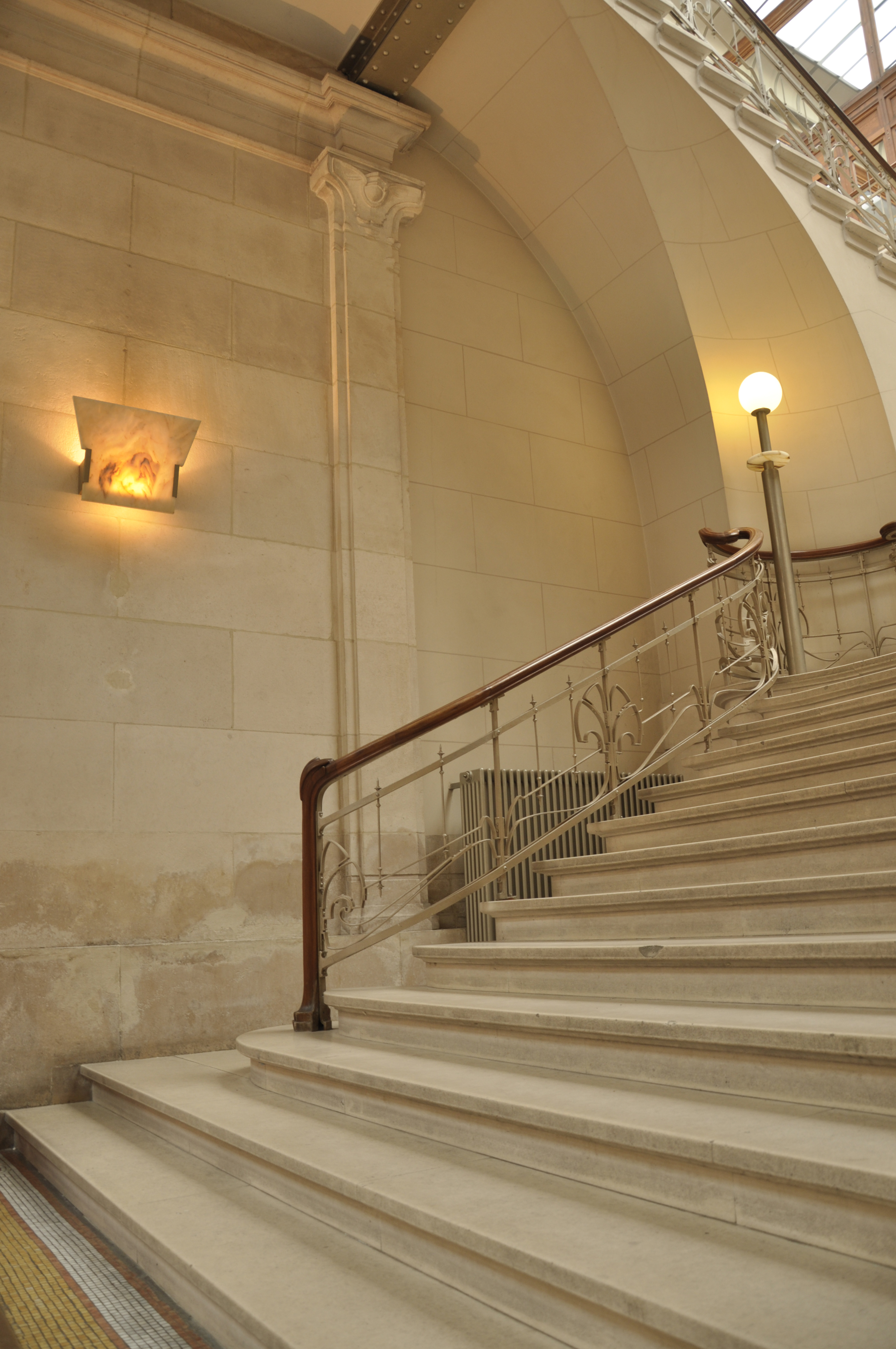
入口处的楼梯
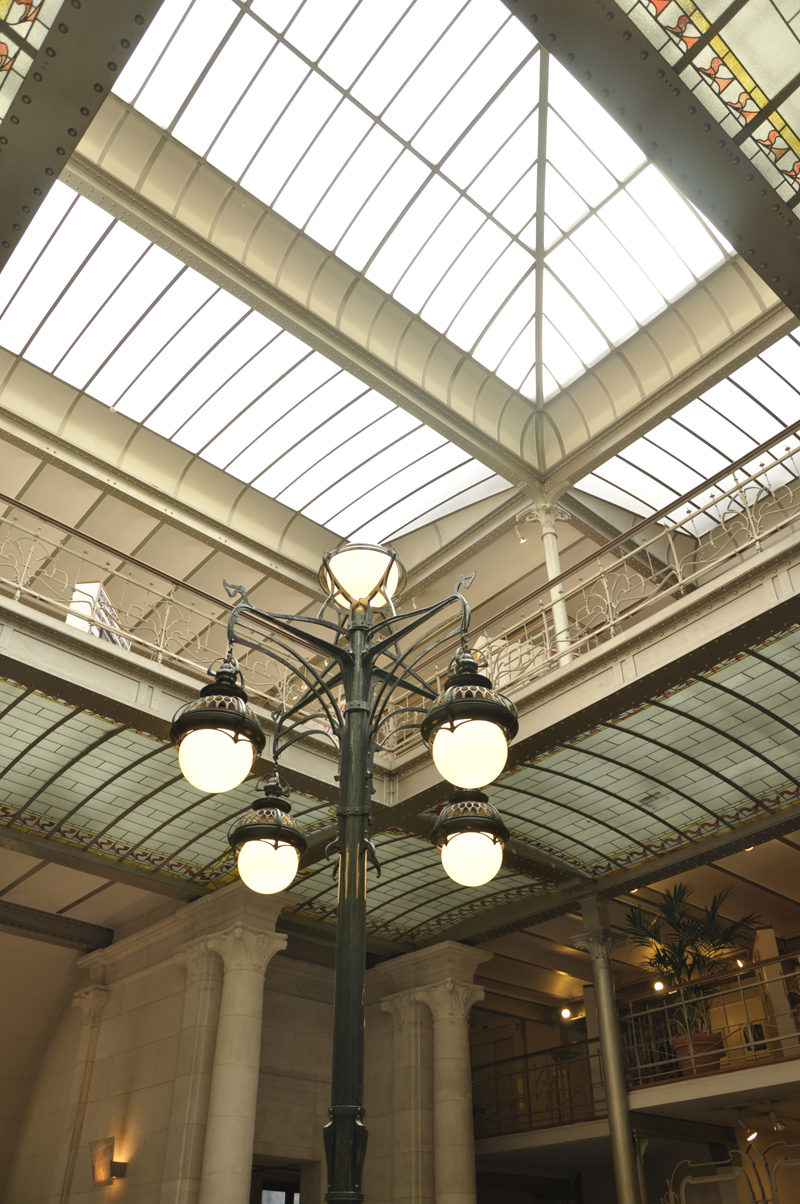
大厅主要灯光
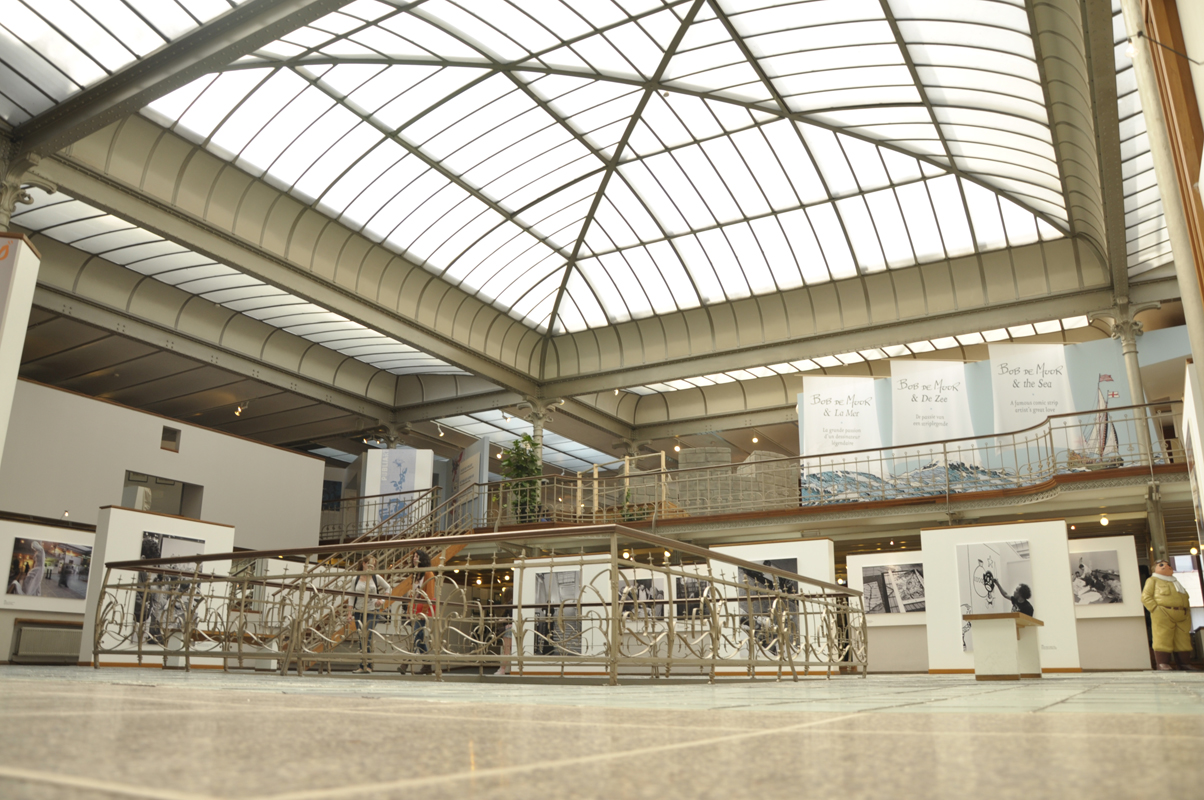
地板
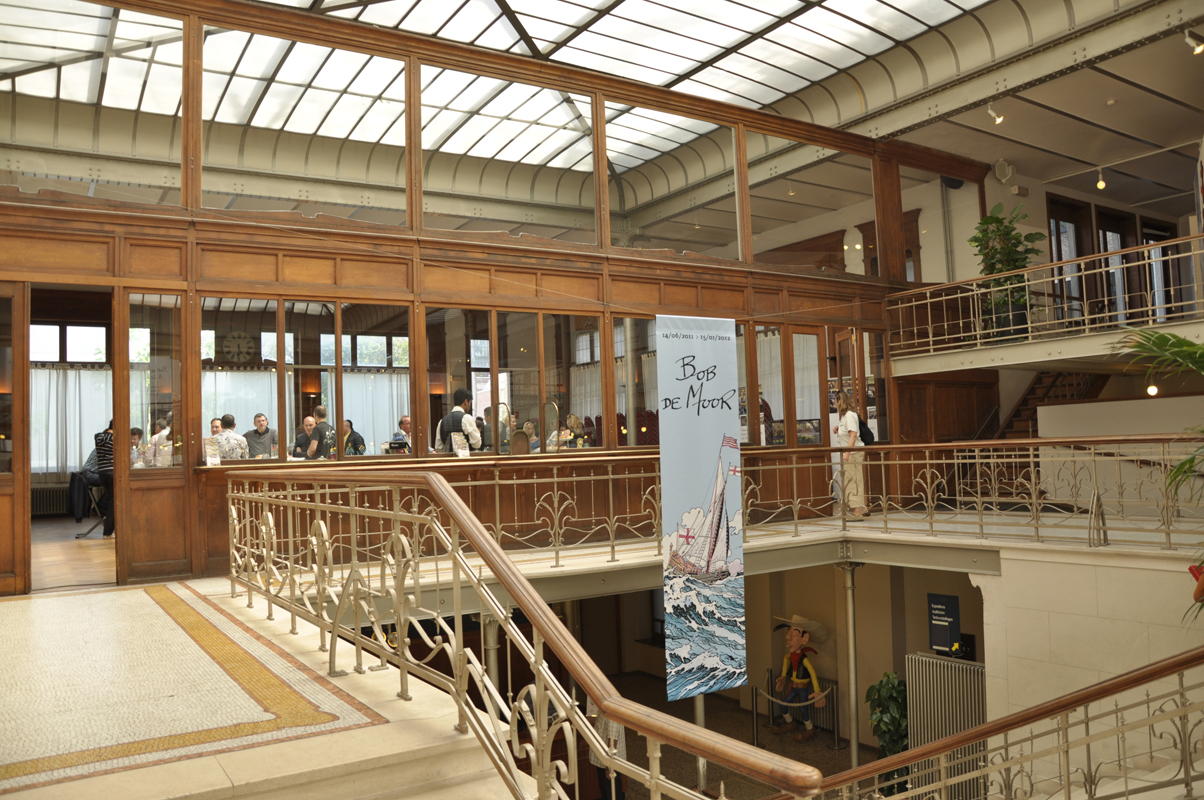
地板
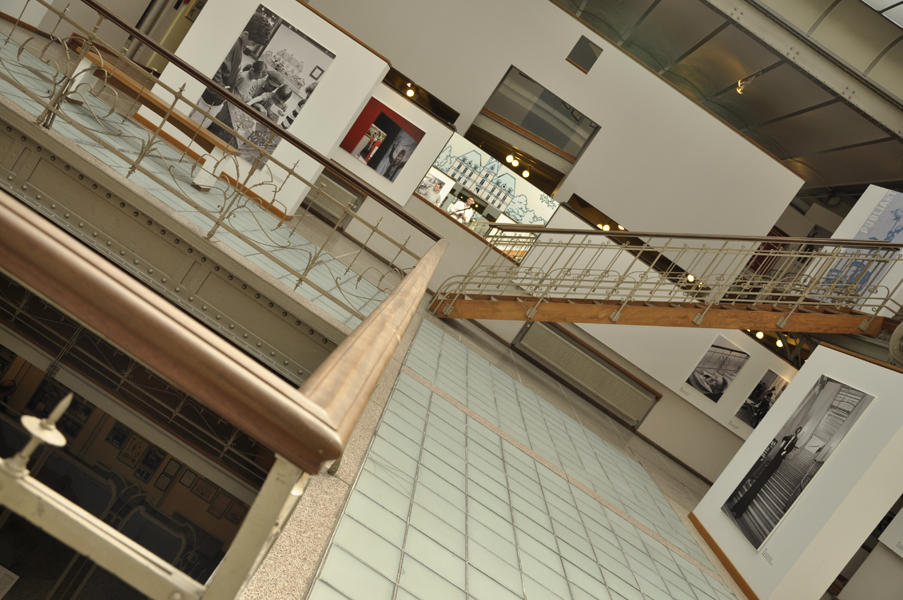
二楼另一端
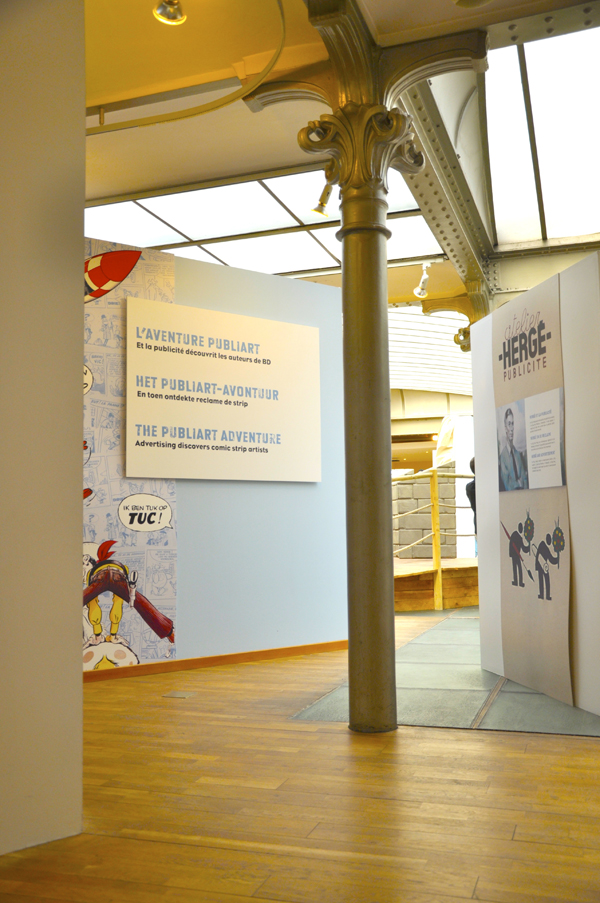
公共艺术区入口